# Электро Т
«Электро Т» — восьмой студийный альбом группы «Звуки Му», записанный и выпущенный в 2002 году при участии лейбла RMG Records. Диск создавался Петром Мамоновым практически в одиночестве, без привлечения каких-либо других музыкантов, выполнен в присущем ему экспериментальном стиле. В отличие от предыдущих студийных работ группы, реализованных в виде моноспектаклей, «Электро Т» записывался именно как аудиоальбом без последующего воплощения на сцене. Менеджмент и оформление осуществили жена Мамонова Ольга и сын Иван соответственно.

## Критика
По мнению Сергея Гурьева, в сравнении с вышедшим ранее «Шоколадным Пушкиным» альбом оказался концептуально менее масштабным, но более авангардным. Как отмечал критик «Афиши» Максим Семеляк, «Электро Т — это такие записки из подпола: тёмные, пугливые и навязчивые, как ночные бабочки». Дмитрий Бебенин в рецензии для портала Звуки.ру охарактеризовал альбом как «идею, очищенную до первоосновы, состоящей из стереошорохов, реверберированных стуков, негромкого бряцанья, пыхтения, сопения и несколько произвольного индексирования композиций». Анатолий Гуницкий назвал этот релиз «совершенно безумным альбомом, который не вписывается ни в какой жанровый расклад».
Обозреватель интернет-портала Грани.ру Георгий Мхеидзе согласился с высказываниями насчёт необычности альбома: «Такого рода музыка по определению гиперсубъективна, катастрофически личностна и потому лежит за гранью всяких там рецензий, оценок и вообще критики — как невозможно и бессмысленно применять методы прагмасемантического анализа к навязчивым речевым конструкциям психопата. Это речь для себя, а не для социума, потому и строится она по принципиально другим законам». На сайте Evermusica.com «Электро Т» был признан лучшим альбомом «Звуков Му» и лучшим альбомом 2002 года.

## Список композиций
Слова и музыка всех песен — написаны Петром Мамоновым.
| №                   | Название                    | Длительность |
| ------------------- | --------------------------- | ------------ |
| 1.                  | «Китай»                     | 2:23         |
| 2.                  | «Жуковский»                 | 2:21         |
| 3.                  | «Нежность»                  | 5:34         |
| 4.                  | «Паша пошёл I»              | 1:32         |
| 5.                  | «Паша пошёл II»             | 3:06         |
| 6.                  | «Выключатель»               | 2:12         |
| 7.                  | «Комарики»                  | 3:32         |
| 8.                  | «Соло»                      | 0:55         |
| 9.                  | «Мама мия»                  | 4:04         |
| 10.                 | «Angel's Sweep»             | 1:35         |
| 11.                 | «Константин Константинович» | 0:54         |
| 12.                 | «Катенька»                  | 6:36         |
| 13.                 | «Пара дымов»                | 3:22         |
| 14.                 | «Тшш!»                      | 1:07         |
| 15.                 | «Весёлая»                   | 1:11         |
| 16.                 | «Смерть»                    | 2:40         |
| Общая длительность: | Общая длительность:         | 40:19        |